# Železniční trať Staré Město u Uherského Hradiště – Kunovice
Železniční trať Staré Město u Uherského Hradiště - Kunovice je jednokolejná neelektrizovaná trať o délce 7 km, propojující hlavní trať Přerov - Břeclav (ve stanici Staré Město u Uherského Hradiště) s Vlárskou dráhou (ve stanici Kunovice). V současnosti (od roku 2021) je tato trať v jízdním řádu pro cestující uváděná v traťovém oddíle pod číslem 341 včetně navazujícího úseku z Kunovic do Vlárského průsmyku. Úsek Uherské Hradiště – Kunovice je potom současně uváděn v traťovém oddíle pod číslem 340 jako součást trati Brno - Uherské Hradiště. Jízdenky lze koupit po celé trati.
Provoz na trati byl zahájen  1. dubna 1883. 21. prosince 1945 byla zprovozněna přeložka krátkého úseku ve Starém Městě u Uherského Hradiště. Trať je kategorizována jako regionální dráha. Při převzetí funkce provozovatele Správou železniční dopravní cesty v roce 2008 byla ještě úsekem celostátní dráhy.

## Stanice

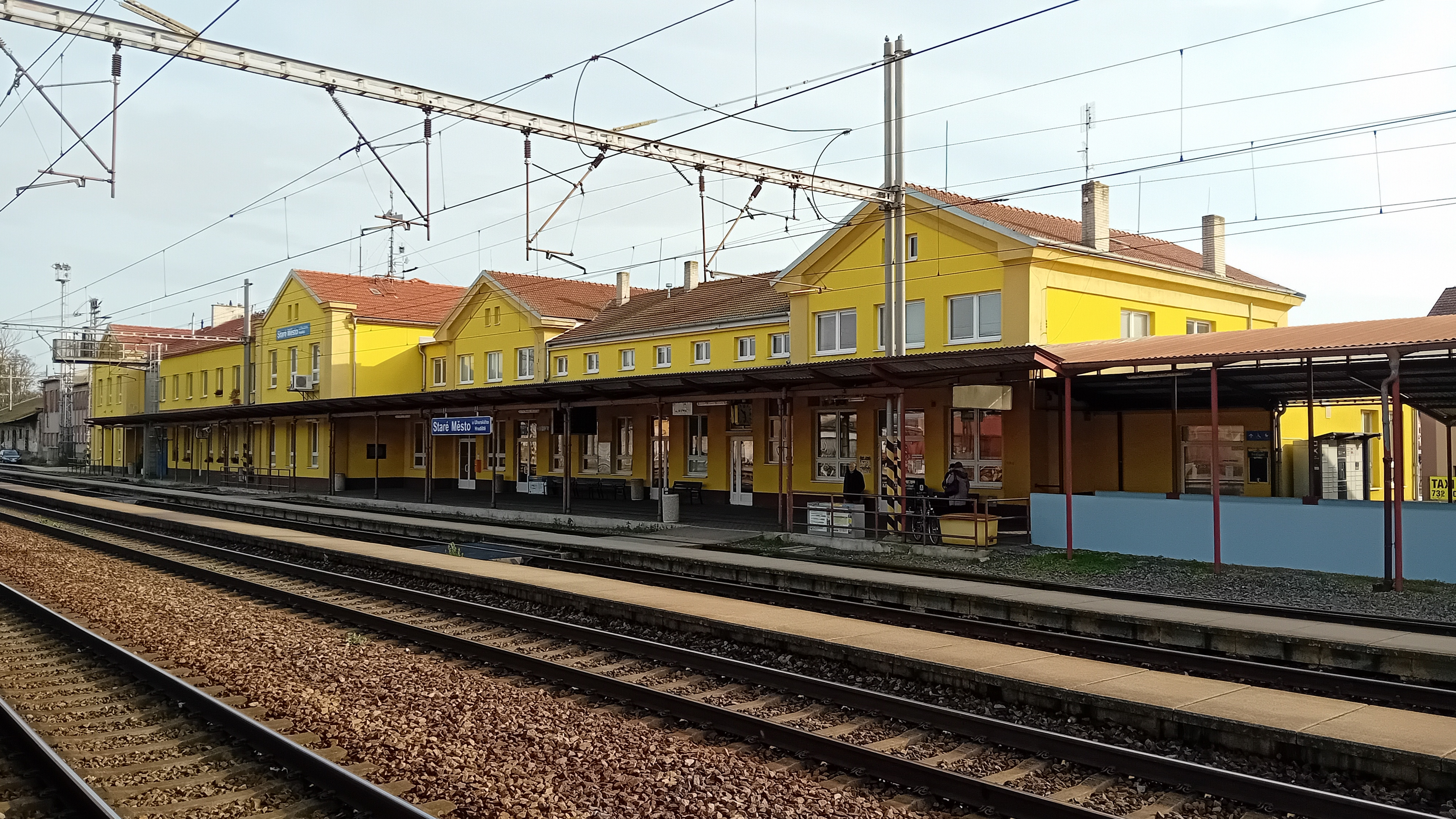
Nádraží Staré Město u Uherského Hradiště
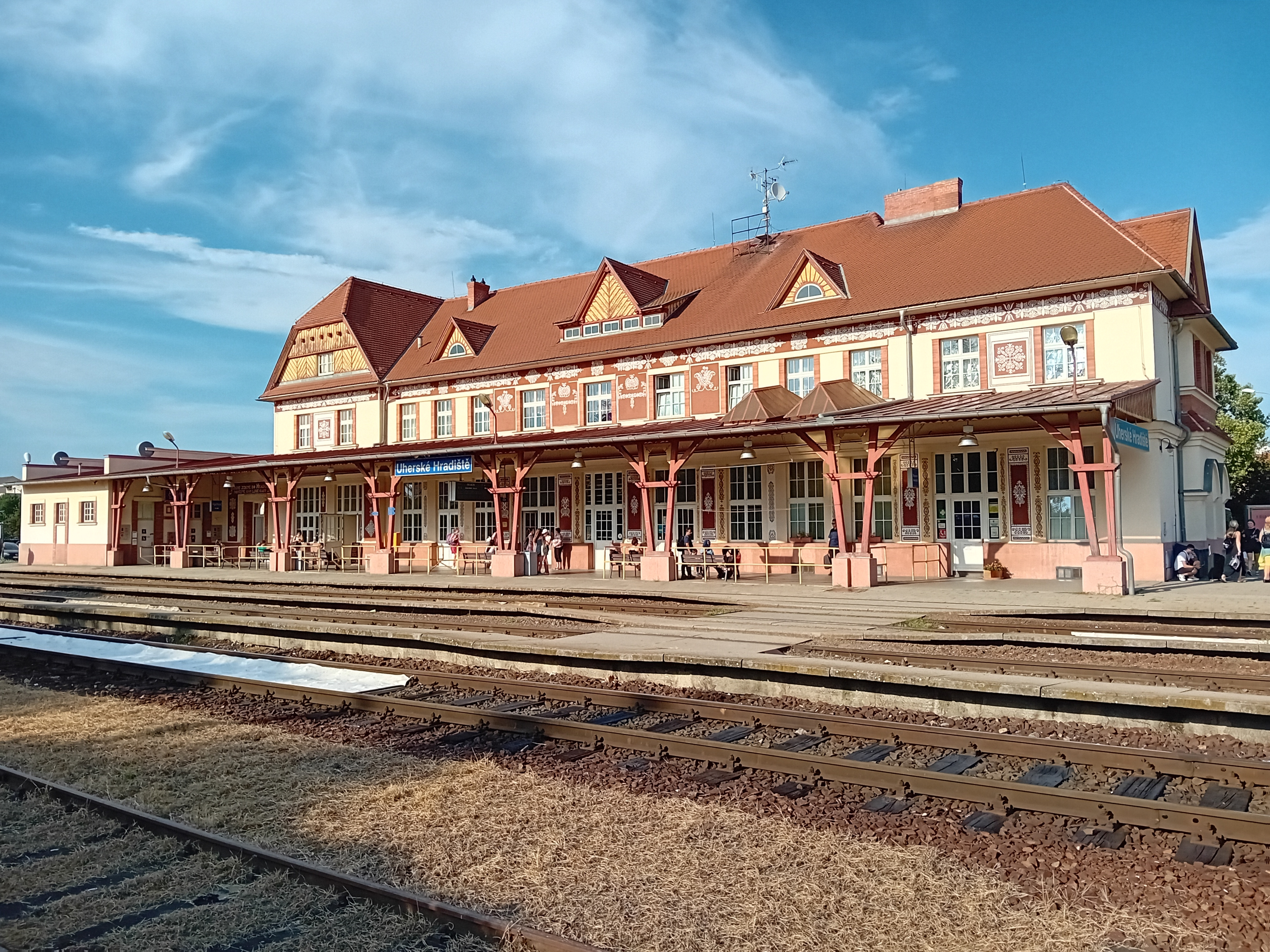
Nádraží Uherské Hradiště
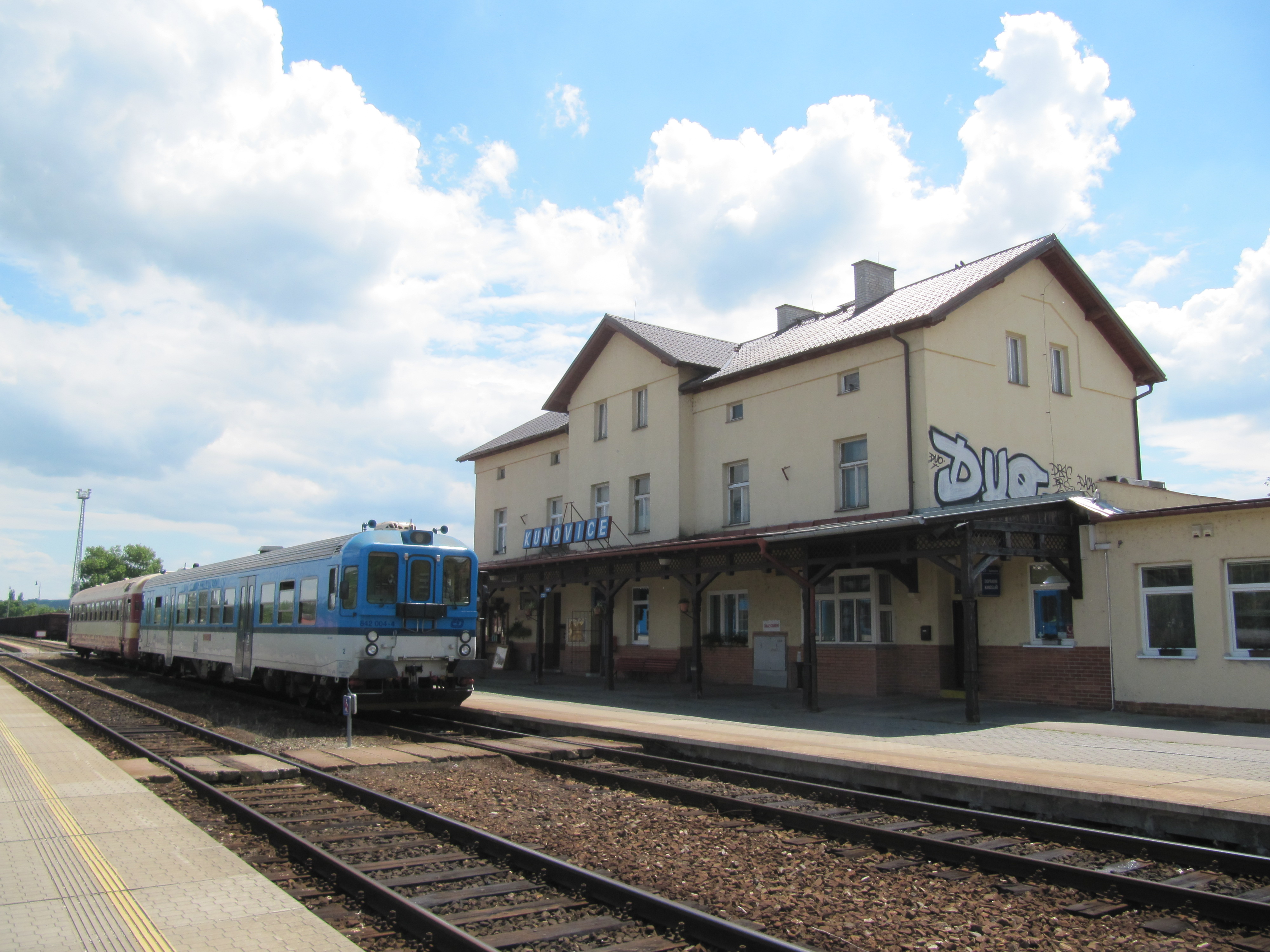
Nádraží Kunovice